# Санта Маринела
Санта Маринела (итал. Santa Marinella) је насеље у Италији у округу Рим, региону Лацио.
Према процени из 2011. у насељу је живело 14034 становника. Насеље се налази на надморској висини од 79 м.

## Становништво
Према резултатима пописа становништва 2011. у општини је живело 17.403 становника.
| 1931. | 1936. | 1951. | 1961. | 1971. | 1981. | 1991.  | 2001.  | 2011.  |
| ----- | ----- | ----- | ----- | ----- | ----- | ------ | ------ | ------ |
| 2.947 | 3.303 | 5.171 | 6.247 | 7.759 | 9.700 | 11.819 | 14.951 | 17.403 |

## Партнерски градови
- Општина Крањска Гора
- Итака